# 东斯潘塞 (北卡罗来纳州)
东斯潘塞（East Spencer）是美国北卡罗来纳州罗恩县的一座城市，根据美国人口调查局2000年统计，共有人口1,755人，其中非裔美国人占85.81%、白人占11.79%。